# Glanshammars församling
Glanshammars församling är en församling i Hovsta pastorat i Norra Närkes kontrakt i Strängnäs stift. Församlingen ligger i Örebro kommun i Örebro län.

## Administrativ historik
Församlingen har medeltida ursprung. 
Församlingen var till 2002 moderförsamling i pastoratet Glanshammar och Rinkaby som 1962 utökades med Lillkyrka och Ödeby församlingar (vilka från 1981 var sammanslagna i Lillkyrka-Ödeby församling). År 2002 uppgick Lillkyrka-Ödeby och Rinkaby församlingar i denna församling och utgjorde därefter ett eget pastorat. Från 2018 ingår församlingen i Hovsta pastorat. 

## Kyrkoherdar
| Ämbetstid  | Namn                         | Levnadstid | Övrigt          |
| ---------- | ---------------------------- | ---------- | --------------- |
| 1672–1681  | Magnus Rydelius              | 1630–1681  |                 |
| 1682–1706  | Petrus Johannis Törnevallius | 1650–1706  | Kontraktsprost. |
| 11708–1716 | Claudius Törneson Austrin    | –1716      |                 |
| 1718–1723  | Johannes Alcinius            | –1723      |                 |
| 1725–1749  | Frans Westerdahl             | 1676–1749  |                 |
| 1750–1755  | Bengt Cedervall              | –1755      |                 |
| 1756       | Johan Tillman                | 1711–1757  |                 |
| 1760–1786  | Lars Wilhelm Flodin          | 1716–1786  |                 |
| 1787–1789  | Gustaf Samuel Flodin         | 1750–1789  |                 |
| 1790–1828  | Jonas Engstrand              | 1746–1828  |                 |
| 1828–1832  | Samuel Cederqvist            | 1779–1832  |                 |
| 1833–1851  | Jonas Olof Ingeström         | 1792–1851  |                 |
| 1852–1859  | Lars Wållers                 | 1797–1859  |                 |
| 1859–1865  | Lars Herman Phalén           | 1794–1865  |                 |

## Kyrkor
- Glanshammars kyrka
- Lillkyrka kyrka
- Rinkaby kyrka
- Ödeby kyrka